# Ibarreta
Ibarreta   es una localidad del departamento Patiño, al sudeste de la provincia de Formosa, Argentina a 210 km de su capital. Está unida por la RN 81, en el "km 1378"

## Población
Cuenta con 9,429 habitantes (Indec, 2010), lo que representa un incremento del 8,5% frente a los 8,687 habitantes (Indec, 2001) del censo anterior. Esta cifra la sitúa como la 7° ciudad más grande a nivel provincial.
| Gráfica de evolución demográfica de Ibarreta entre 1991 y 2010 |
|                                                                |
| Fuente: Censos nacionales del INDEC                            |

## Economía
Es una población forestal y productiva en el rubro carpinterías y fabricación de muebles de algarrobo, asentada en adyacencias del Ferrocarril General Belgrano, factor que le dio vida en sus orígenes y goza en la actualidad de un enorme privilegio, brindada por su capacidad y creatividad para la fabricación de muebles.

## Toponimia
Es en homenaje al explorador Pedro Enrique de Ibarreta y Uhagon (1859-1899), asesinado por los tobas, pueblo originario del Chaco. 

## Acueducto
Se construye la obra hidrovial de la ruta provincial RP 28, con un canal artificial, a campo traviesa y aprovechando paleocauces. 
El agua viene de la "1ª presa partidora de agua, sobre la RP 28, a 27 km de Las Lomitas, corresponde al "Bañado La Estrella", abastecida del desborde del río Pilcomayo, merced a correderas fluviales que despejan el inconveniente de la sedimentación.
Esta obra recorre longitudinalmente la provincia de Formosa, desde la RP 28 hacia el este, con canales artificiales y paleocauces.
El agua hacia Ibarreta se represa con un reservorio y a través de un vertedero lateral continúa hacia las próximas localidades situadas al sur de Ibarreta. Hay una enorme cantidad de agua represada, de la obra hidrovial de la RP 28, la localidad de Pozo del Tigre lo puede tomar de un acueducto que se provee mediante un sistema de bombeo, que lo dirige hacia su planta potabilizadora.
El embalse regulador tiene un vertedero para cuando llega a un nivel, el agua pasa a través de él y de este lado queda una cantidad constante. 
El canal nace de la 1.ª compuerta partidora en Las Lomitas a Posta Cambio Salazar, recorre 53 km. Este canal cae en los bajos del riacho Monte Lindo o Salado y a través de allí se conduce ese cauce, donde se lo represa y desde este lugar se dirige a Estanislao del Campo (Formosa), recorriendo 100 km, debido a meandros del riacho Monte Lindo. En Estanislao del Campo hay otra represa reguladora con embalse de agua y desde allí sigue por el riacho Monte Lindo, pero el riacho se desvía mucho, por lo que a 12 km de Estanislao del Campo, hay una obra hidráulica para unirlo con las nacientes del Pilagá. El agua sigue por el riacho Monte Lindo y esa obra permite tomar 5 m³/s, para cargar el Pilagá y así, las poblaciones como Ibarreta, Comandante Fontana y otros, puedan contar con agua potable.
El agua desde el "Bañado La Estrella" es de buena calidad, apta para consumo humano, riego y en beneficio de emprendimientos productivos.
El canal abierto por máquinas y hombres que desde Campo se dirige a Ibarreta, tiene 24 km, en marcha hacia la "Laguna Priscepa", que es el reservorio natural de esa población.  Archivado el 27 de septiembre de 2007 en Wayback Machine.

## Parroquias de la Iglesia católica en Ibarreta
| Diócesis  | Formosa              |
| --------- | -------------------- |
| Parroquia | San Antonio de Padua |

## Cultura
El Carnaval de Ibarreta, en Formosa, es una fiesta popular que forma parte de las tradiciones locales, aunque no es tan conocido a nivel nacional como otros carnavales de Argentina, como los de Gualeguaychú o Corrientes. Sin embargo, el carnaval de Ibarreta es un evento significativo para la comunidad, donde se celebra con desfiles, música, danzas, y una gran participación de los habitantes del lugar.
El carnaval en Ibarreta tiene una atmósfera muy familiar y comunitaria, y es una excelente ocasión para disfrutar de las tradiciones culturales de la región chaqueña. Las comparsas, carrozas, y disfraces son una parte importante de las celebraciones, y también se pueden ver algunas expresiones de la música popular argentina y ritmos de carnaval.
Es una festividad que suele atraer a los habitantes de otras localidades cercanas, quienes se suman a la alegría y las actividades durante los días de carnaval.